# باباعلی (هرسین)
 باباعلی (هرسین)، روستایی از توابع بخش مرکزی شهرستان هرسین در استان کرمانشاه ایران است.

## جمعیت
این روستا در دهستان چشمه‌کبود قرار دارد و براساس سرشماری مرکز آمار ایران در سال ۱۳۸۵، جمعیت آن ۱۵۲ نفر (۳۴خانوار) بوده‌است.